# پیمانکار (فیلم ۲۰۰۶)
پیمانکار یا برون سپار (به انگلیسی: Outsourced) فیلمی ساده و کمدی رمانتیک و محصول ۲۰۰۶ آمریکا است که جوایز چندی را از آن خود ساخته است.

## داستان
تاد اندرسن در شرکتی واقع در سیاتل، واشینگتن آمریکا که کارش پخش و فروش تلفنی کالاهای نوظهور می‌باشد کار می‌کند. روزی به هند فرستاده می‌شود تا کارمندان شعبه‌ای از آن شرکت را آموزش دهد و بازدهی کارشان را بالا ببرد و جانشینی برای خود تعیین نماید.
در ادامه فیلم می‌کوشد تاثیر مردم خونگرم هند و فرهنگ متفاوتشان را در تحول این مرد آمریکایی نشان دهد.

## حاشیه
برون‌سپاری (Outsourcing) به معنای استفاده از منابع و متخصصان ارزان خارج از کشور به منظور کاهش هزینه‌ها و افزایش سود می‌باشد.